# Eisarena Salzburg
Eisarena Salzburg je višenamjenska sportska dvorana s ledenom podlogom. Dvorana ima 3200 sjedećih mjesta i pruža domaćinstvo austrijskim hokejaškim momčadima EC Red Bull Salzburg, EC Red Bull Salzburg II i Ravens Salzburg.